# عيوقي

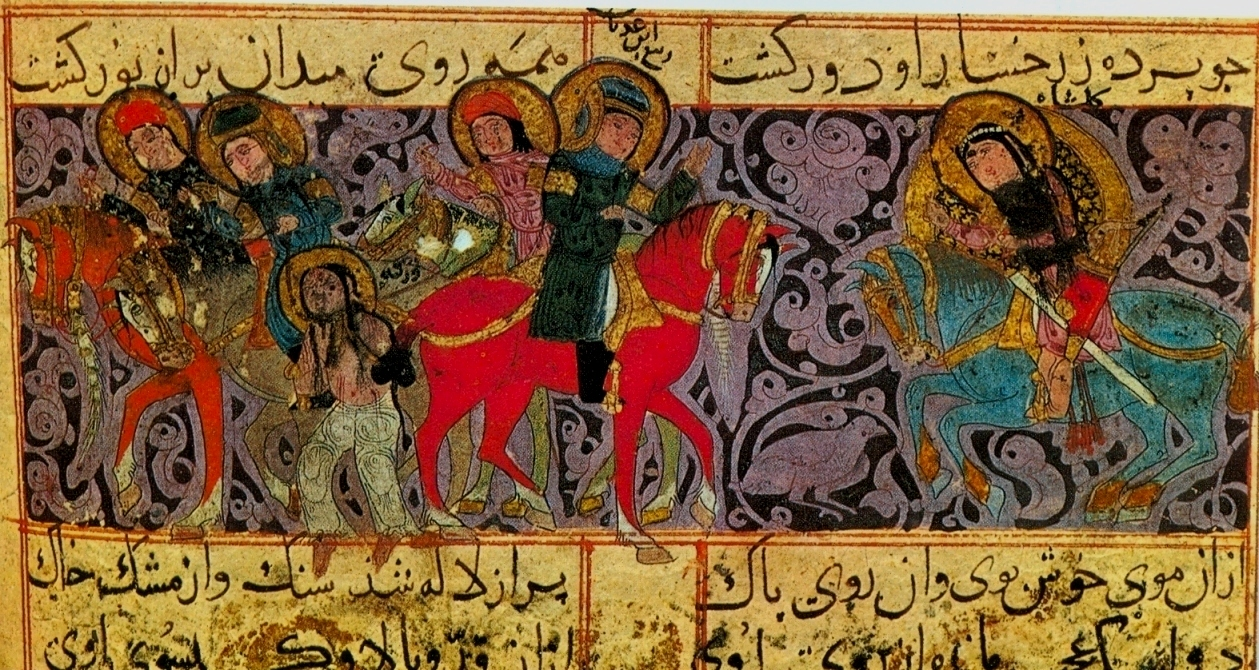
ورقا وجلشا

عيوقي (بالفارسية: عیوقی) كان شاعرًا فارسيًا في القرن الحادي عشر. معاصر للحاكم الغزنوي محمود الغزنوي (حكم. 998–1030) كتب ملحمة ورقا وجلشا (بالفارسية: ورقه و گلشاه) في 2250 بيتًا، وهي قصة حب بين شاب يُدعى ورقا وفتاة تُدعى جلشا. في المقدمة، يمجد محمود الغزنوي. يقول الشاعر نفسه أن القصة مستوحاة من العمل العربي عروة وعفراء، وترجمة لما فهم منها مع بعض الإضافات. وقد بقي هذا العمل في مخطوطة فريدة من نوعها يعود تاريخها إلى منتصف القرن الثالث عشر، وقد صنعت في قونية (في دولة سلاجقة الروم)، وهي موجودة الآن في متحف طوب قابي (متحف طوب قابي، خزينة 841 هـ.841). وكتب العيوقي أيضًا بعض القصائد. لم تصل أي معلومات موثوقة عن عيوقي. تتميز أعماله بالقافية المزدوجة المتخللة بالغزل.

## طالع أيضًا
- قائمة الشعراء والكتاب بالفارسية [الإنجليزية]
- الأدب الفارسي